# Hagen im Bremischen
Hagen im Bremischen község Németországban, Alsó-Szászországban, a Cuxhaveni járásban. Lakosainak száma 11 264 fő (2023. december 31.).

## Történelme
1648 és 1715 között a település a németországi svéd birtokhoz (Bremen-Verdenhez) tartozott. 

## Földrajza
16 része találhato:
- Albstedt (Albst)
- Bramstedt (Braamst) mit
  - Harrendorf (Harrendörp) 
    - Finna és
    - Finnaer Berg (Finnaer Barg)

  - Lohe (Loh)
  - Wittstedt (Wittst)
- Dorfhagen (Dörphagen)
- Driftsethe (Driftseth) 
  - Tannendorf (Tannendörp)
  - Weißenberg (Wittenbarg)
- Hagen 
  - Börsten
  - Harmonie
- Heine (Hein) 
  - Vosloge
- Hoope (Hoop)
- Kassebruch (Kassbrook)
- Lehnstedt (Leernst) 
  - Neuenhausen (Neenhusen)
- Offenwarden
- Rechtenfleth
- Sandstedt (Sands)
- Uthlede (Uthlee)
- Wersabe (Weersbe)
- Wulsbüttel (Wolsbuddel)
- Wurthfleth (Wortfleth)
- Rechtebe